# Vigo di Fassa

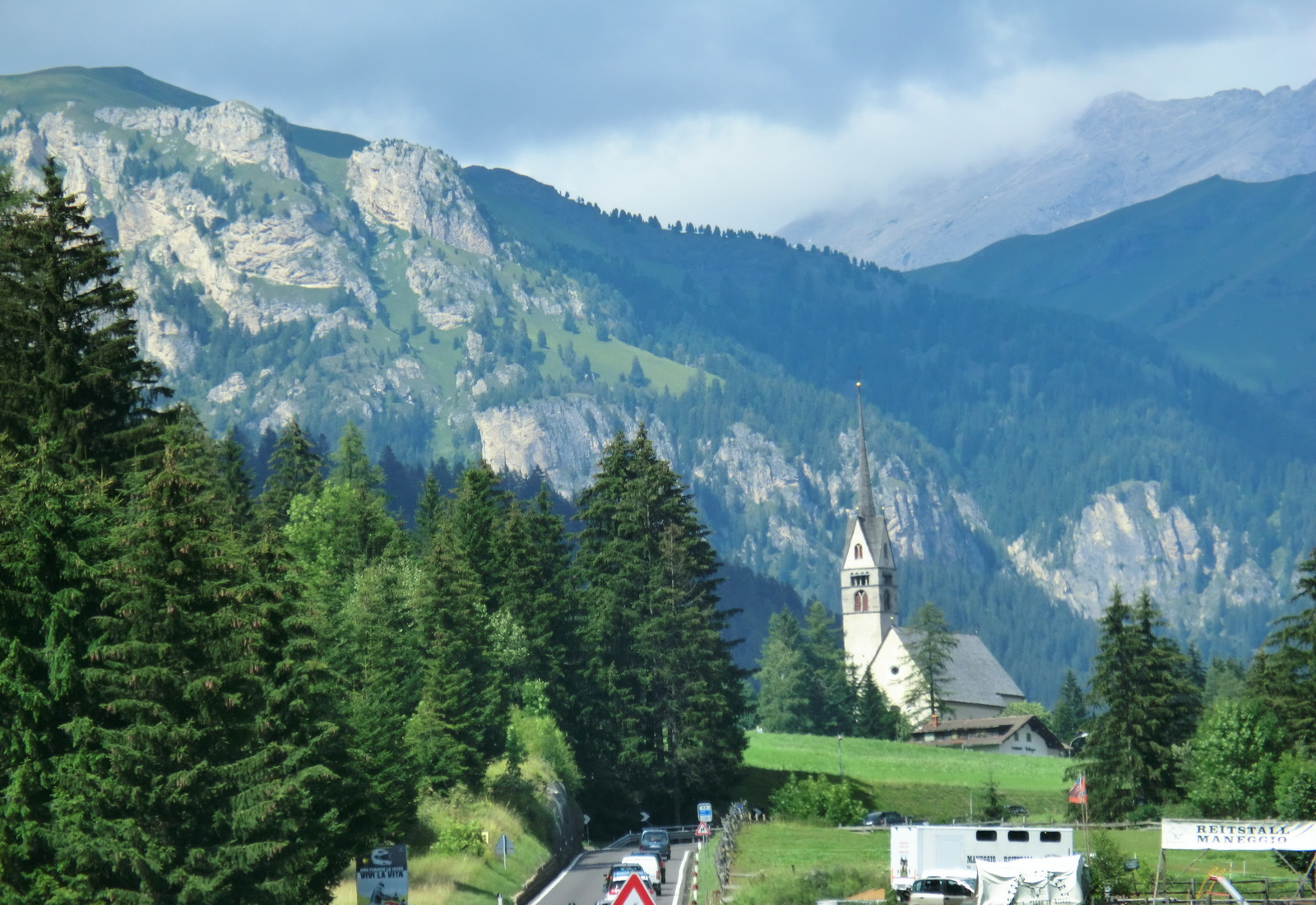

Vigo di Fassa (Ladin: Vich de Fascia) là một đô thị ở tỉnh Trento ở vùng Trentino-Alto Adige/Südtirol của Ý, tọa lạc cách 60 km về phía đông bắc của Trento. Tại thời điểm ngày 31 tháng 12 năm 2004, đô thị này có dân số 1.085 người và diện tích là 26,7 km².
Vigo di Fassa giáp các đô thị: Pozza di Fassa, Welschnofen, Moena và Soraga.